# Scincomorpha
Infra-ordre
Les Scincomorpha ou Scincomorphes sont un infra-ordre de reptiles (« lézards », par contraste aux lézards vrais).

## Liste des familles
Selon Reptarium Reptile Database (13 avril 2012) :
- Cordylidae Mertens, 1937
- Gerrhosauridae Fitzinger, 1843
- Gymnophthalmidae Merrem, 1820
- Lacertidae Gray, 1825
- Scincidae Gray, 1825
- Teiidae Gray, 1827
- Xantusiidae Baird, 1858

## Publication originale
- Camp, 1923 : Classification of the lizards. Bulletin of the American Museum of Natural History, vol. 48, p. 289-481 (texte intégral).